# Winton Hoch
Winton Hoch (Storm Lake, 31 de julho de 1905 — Santa Mônica, 20 de março de 1979) é um diretor de fotografia estadunidense. Venceu o Oscar de melhor fotografia em três ocasiões: por Joan of Arc, She Wore a Yellow Ribbon e The Quiet Man.

## Biografia e filmografia
Hoch nasceu em 31 de julho de 1905 em Storm Lake, Iowa. Mudando-se para a Califórnia em 1924 e graduando-se em 1931 como químico no Instituto de Tecnologia da Califórnia, Hoch era um físico pesquisador que ingressou na empresa Technicolor em 1934. Seu desenvolvimento e familiaridade com o processo Technicolor de três cores o levou a trabalhar como um diretor de fotografia nos diários de viagem de James A. Fitzpatrick.
Ele ganhou um prêmio técnico da Academia de Artes e Ciências Cinematográficas em 1940 por suas contribuições para o desenvolvimento de equipamentos aprimorados para projeção de processo.
O primeiro longa-metragem de Hoch como diretor de fotografia associado/consultor Technicolor foi Dr. Cyclops, seguido pelas partes de ação ao vivo de The Reluctant Dragon e filmes de aviação Dive Bomber e Captains of the Clouds. Durante a Segunda Guerra Mundial, Hoch se alistou na Marinha dos Estados Unidos, filmando muitas atividades secretas, incluindo o trabalho nas instalações de testes atômicos no Laboratório Nacional de Los Alamos.
Após a guerra, Hoch voltou aos longas de Hollywood começando com Tap Roots. Ele fez sua primeira colaboração com o diretor John Ford em 1948 com 3 Godfathers.
Seguiu-se o Oscar consecutivo pelo caro épico religioso Joana D'Arc em 1948, e depois o elegíaco faroeste de John Ford She Wore a Yellow Ribbon em 1949 (uma conquista que foi incomparável até John Toll receber o Oscar por Legends of the Fall em 1994 e Braveheart em 1995).
Ele recebeu seu terceiro Oscar em 1952 por outra colaboração com John Ford, desta vez no filme The Quiet Man, que o tornou o único diretor de fotografia a dividir um Oscar com um diretor de fotografia creditado de segunda unidade, Archie Stout . As filmagens de The Quiet Man foram feitas durante um tempo nublado intenso. Ford disse sobre o trabalho de Hoch e sua atenção aos detalhes: "Nunca contrate um cinegrafista para dirigir um filme porque ele nunca vê o que está acontecendo". Os dois ex-marinheiros também filmaram Mister Roberts e The Searchers, sua colaboração final com a Ford.
Em 1959, Hoch iniciou sua colaboração com o produtor-diretor Irwin Allen, fotografando The Big Circus, The Lost World, Five Weeks in a Balloon e ambos Voyage to the Bottom of the Sea e Voyage to the Bottom of the Sea (série de TV) onde Hoch foi premiado com um prêmio Emmy. Ele também fotografou episódios de Lost in Space e The Time Tunnel.
Os filmes de Hoch incluíram os filmes de guerra Halls of Montezuma e The Green Berets, os westerns The Redhead from Wyoming, The Young Land e Sergeants 3, um retorno à Irlanda e Walt Disney para Darby O'Gill and the Little People e o clássico de ficção científica Robinson Crusoe on Mars  filmado no Vale da Morte. No entanto, Hoch afirmou que a cinematografia não importava em uma comédia porque o assunto não se prestava a iluminação dramática e visão geral.
Hoch encerrou sua carreira nas séries de televisão americanas The Banana Splits e Nanny and the Professor.

Hoch foi eleito presidente da American Society of Cinematographers. Hoch morreu após um derrame em 20 de março de 1979, em Santa Monica.